# Chironomus ginzanbeceus
Chironomus ginzanbeceus är en tvåvingeart som beskrevs av Sasa och Suzuki 2001. Chironomus ginzanbeceus ingår i släktet Chironomus och familjen fjädermyggor. Inga underarter finns listade i Catalogue of Life.